# Centre médical Baruch Padeh
 (janvier 2018).
Si vous disposez d'ouvrages ou d'articles de référence ou si vous connaissez des sites web de qualité traitant du thème abordé ici, merci de compléter l'article en donnant les références utiles à sa vérifiabilité et en les liant à la section « Notes et références ».
Le centre médical Baruch Padeh, (en hébreu : בית חולים ברוך פדה ; transcription : Beit Holim Baruch Padeh) anciennement connu comme le centre médical Poriya, est un centre médical situé dans la région de Galilée, en Israël. Le centre a été créé en 1955, et il a remplacé l'hôpital et la maternité Schweitzer de l'Église écossaise à Tibériade.

## Centre médical

### Histoire
En mars 2005, l'hôpital a été renommé centre médical Baruch Padeh. Le septième directeur général du ministère de la santé d'Israël, qui était également l'un des directeurs généraux de l'hôpital. Au cours de la dernière décennie, l'hôpital a été transformé d'un petit hôpital de gouvernement local à un centre médical agréé de 318 lits situé en Galilée orientale, dans le nord d'Israël. 

### Zone d'action
Le centre sert une superficie d'environ 120 000 habitants de Tibériade, le Plateau du Golan, la Vallée du Jourdain, la Galilée, moshavim, kibboutzim, et villages de la région. 

### Hospitalisations
Les hospitalisations annuelles atteignent environ 24 000, avec 67 000 références au service d'urgence et 91 000 références aux cliniques externes et les services de consultations externes. En outre, le département maternité a un taux croissant avec plus de 3 300 naissances par an.

### Population desservie
La population desservie par le centre médical comprend également les soldats de l'Armée de défense d'Israël stationnés dans la région, les forces de l'ONU stationnées dans le Plateau du Golan et le sud du Liban, dont le siège est situé à Tibériade, et comprend 80 000 touristes (nationaux et étrangers), qui visitent la mer de Galilée, et plusieurs lieux sacrés dans les centres touristiques, en particulier pendant l'été.

### Personnel du centre
Le centre médical emploie plus de 900 personnes, y compris des médecins, des employés auxiliaires, des employés paramédicaux, du personnel administratif et du personnel de nettoyage. 